# Photosensibilität (Neurologie)
Unter Photosensibilität, auch Photosensitivität, versteht man in der Neurologie die besondere Reaktionsbereitschaft des Gehirns, auf regelmäßig wechselnde Hell-Dunkel-Kontraste, z. B. beim Fernsehen, bei Videospielen, Flackerlicht in der Disko, Licht-Schatten-Wechsel beim Durchfahren einer Allee o. ä., mit einer zunehmend synchronisierten Entladung von Nervenzellverbänden bis hin zum epileptischen Anfall zu reagieren.

## Häufigkeit
Eine Photosensibilität kommt entwicklungsbedingt besonders häufig während der Pubertät und hier abhängig von den Untersuchern bei 7,5–10 % aller gesunden Kinder vor. Mädchen sind etwa doppelt so häufig betroffen wie Jungen. Epileptische Anfälle kommen aber in der Altersgruppe von 8–20 Jahren nur mit einer Häufigkeit von 5–6/100.000 vor.

## Therapie
Durch Vermeidung der Auslöser kann in den meisten Fällen dem Auftreten von epileptischen Anfällen vorgebeugt werden. Beim Fernsehen sollte der Raum nicht abgedunkelt sein. Auch die Verwendung von 100-Hz-Bildschirmen oder flimmerfreien Flüssigkristallanzeigen kann das Risiko einer Anfallsauslösung deutlich vermindern. Im Freien kann das Tragen einer Sonnenbrille mit polarisierenden Gläsern die Gefährdung verringern. 
Sollte eine medikamentöse Behandlung notwendig sein, ist Valproinsäure das Mittel der ersten Wahl. Ethosuximid und Benzodiazepine sind Substanzen der zweiten Wahl.